# Säveån
Säveån är ett vattendrag i Västergötland, Sverige. Det är 130 km långt inklusive källflöden och har ett avrinningsområde på 1 475 km².

## Sträckning
Säveån tillhör Göta älvs huvudavrinningsområde och rinner ur sjön Säven mellan Borås och Vårgårda. Säveån förekommer även uppströms sjön Säven vid Vänga socken, där två flöden förenas i Vänga damm. Vid Vänga finns en museal vattenkvarn och en stenskodd kanal. I Vårgårda kommun rinner ån ut vid Säveos till Sävsjöos, dessa två os beror på att det sista är en enkel dammvall med luckor, det har dämt upp sjön, så att det gamla bräddavloppet står under vatten. 
Ån passerar nära Vårgårda tätort, rinner genom Alingsås och mynnar i sjön Mjörn. I passagen mellan Mjörn och Lillelången vid Norsesund finns ett mindre kraftverk. Vattnet flyter via den smala men långsträckta sjön Sävelången till Floda där ännu en damm finns. Ån fortsätter genom Hillefors Grynkvarn innan den passerar Stenkullen och Lerum för att mynna ut i sjön Aspen. I Jonsered vid Aspens västra ände finns fler dammar och kraftverk innan ån passerar Sävedalen i Partille på vägen till Göteborg. 
Cirka 300 meter före mynningen i Göta älv mynnar Gullbergsån ut i Säveån. Säveån rinner ut i Göta älv vid Göteborgs hamn, närmare bestämt vid Gullbergsmotet i Gullbergsvass, cirka 350 meter öster om Tingstadstunneln. 

## Etymologi och mänsklig historia
Namnet Säve kommer av den äldre namnformen sæva och sæver med betydelsen lugn, stilla (jämför; sävlig), med syftning på dess lugna förlopp.

## Geologi, miljö och natur
Vid Kviberg skedde ett större jordskred i Säveån den 17 oktober 1892.
Längs ån sträcker sig flera naturskyddade områden: Naturreservaten Säveåns dalgång, Säveån-Hedefors, Jonsereds strömmar och Bokedalen samt naturvårdsområdet Mängsholms ekhagar. Lerådalens naturreservat ligger vid biflödet Lerån väster om Stenkullen.

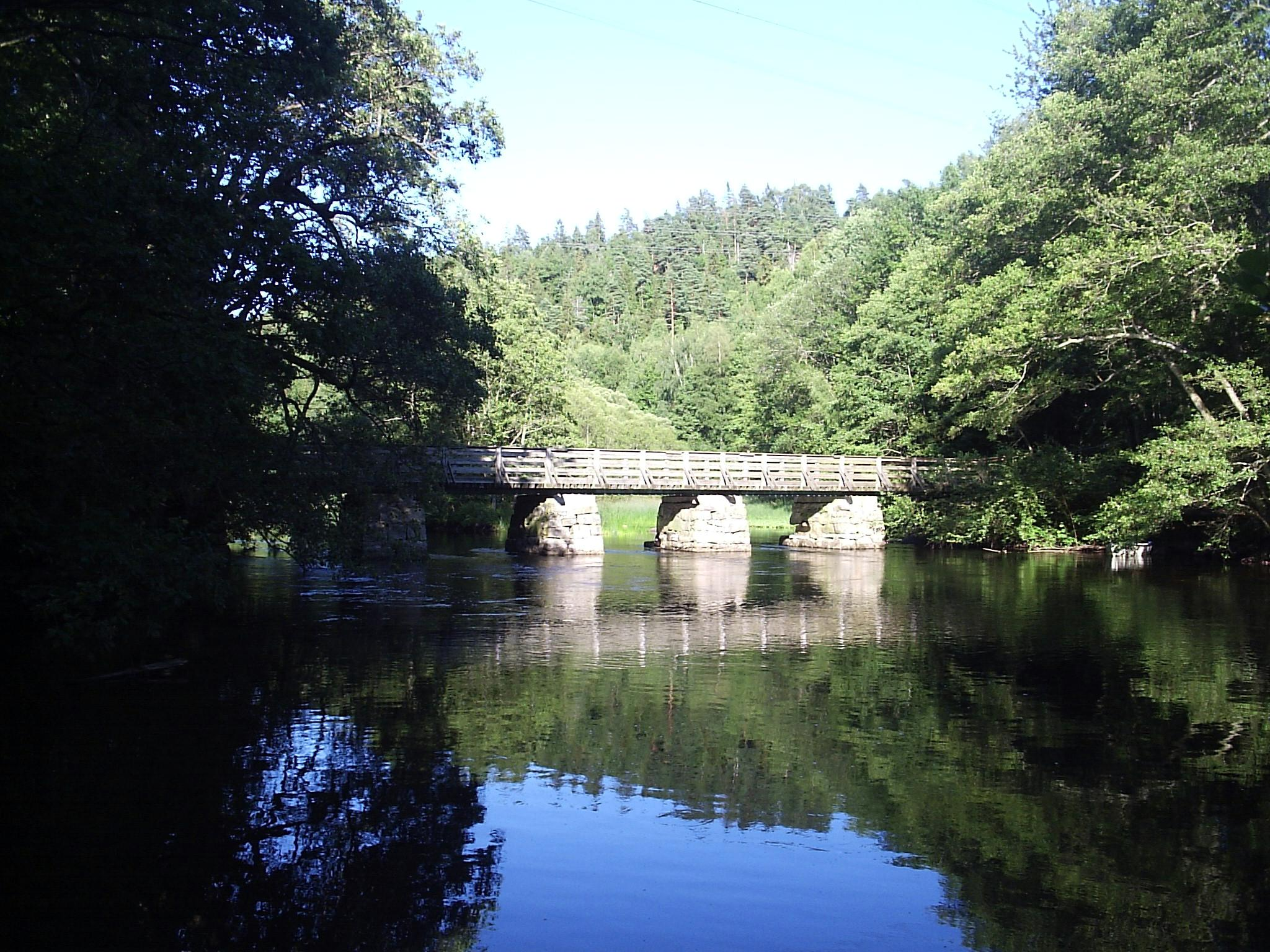
Kusebacka bro vid Säveån i Floda.